# Bahá'i
Bahá'í er en uafhængig monoteistisk religion, grundlagt af Bahá'u'lláh (1817-1892) i 1863. Religionen har demokratisk valgte råd på lokalt, nationalt og globalt plan. I 1963 valgtes det første Universelle Retfærdighedens Hus som bahá'í-verdenssamfundets øverste ledende institution.
Bahá'í religionen har egne hellige skrifter, bl.a. Kitáb-i-Aqdas (Den Helligste Bog). En grundlæggende komponent er troen på Gud. Religionen har ingen præster eller kirker, men bygninger udelukkende til Guds tilbedelse findes. Centralt tema i Bahá'í religionen er at Jorden er ét land og menneskeheden dets indbyggere.
Der er i dag bahá'íer i 191 lande og 46 uafhængige territorier. I Danmark er der ca. 330 bahá'íer.
I Iran, hvor religionen stammer fra, men hvor den af nogle betragtes som kætteri, er der et stort bahá'í-samfund – anslået til 300.000. FN har i resolutioner kritiseret Iran for undertrykkelse af bahá'íerne.

## Etisk og social lære
- Menneskeslægtens enhed.
- Selvstændig søgen efter sandhed.
- Lige muligheder og rettigheder for mand og kvinde.
- Religionernes essentielle enhed.
- Overensstemmelse mellem religion og videnskab.
- Religion skal være årsag til kærlighed og enighed.
- Afskaffelse af alle fordomme, som f.eks. racemæssige, religiøse eller politiske.
- Universel skolegang skal være obligatorisk og tilgængelig for alle.
- Indførelse af et universelt hjælpesprog.
- Løsning af de økonomiske spørgsmål gennem åndelig forståelse.
- Oprettelse af den største fred.
- Opbygning af en international domstol.

## Sociale aktiviteter
Det Internationale Bahá'í Samfund har siden 1947 et nært samarbejde med Forenede Nationer og rådgivende status i Det Økonomiske og Sociale Råd og er officielt akkrediteret FN's Børnefond (UNICEF).